# Woodruffita
La woodruffita és un mineral de la classe dels òxids que pertany al grup de la calcofanita. Va ser anomenada en honor de Samuel Woodruff (1813-1880), un miner de zinc de principis del segle xix i recol·lector miner infatigable de Sparta (Ogdensburg), (Nova Jersey, EUA).

## Característiques
La woodruffita és un òxid de fórmula química Zn(Mn4+,Mn3+)₅O10·4H₂O. Cristal·litza en el sistema monoclínic. Es troba en forma d'escorces i masses botroidals de gra fi, en capes concèntriques. La seva duresa a l'escala de Mohs és 4,5.
Segons la classificació de Nickel-Strunz, la woodruffita pertany a «04.FL: Hidròxids (sense V o U), amb H2O+-(OH); làmines d'octaedres que comparetixen angles» juntament amb els següents minerals: trebeurdenita, woodallita, iowaïta, jamborita, meixnerita, fougerita, hidrocalumita, kuzelita, aurorita, calcofanita, ernienickelita, jianshuiïta, asbolana, buserita, rancieïta, takanelita, birnessita, cianciul·liïta, jensenita, leisingita, akdalaïta, cafetita, mourita i deloryita.

## Formació i jaciments
La woodruffita es pot formar en diferents condicions: a la porció oxidada d'una mena de zinc estratificada metamorfosada (Sterling
Hill, New Jersey, EUA); en minerals de manganès massius (Sandur, Índia); a la zona oxidada d'un dipòsit mineral de Ag-Pb-Zn (Lardeau, Canadà); i com un component dels nòduls de Fe-Mn del sol oceànic. Va ser descoberta a Passaic pit, al Districte Miner de Franklin (Comtat de Sussex, Nova Jersey, Estats Units). També ha estat descrita a Alemanya, Àustria, el Canadà, Espanya, altres indrets dels Estats Units, Grecia, l'Índia, Itàlia, Jamaica, el Japó, Mèxic, Romania i Suïssa.
Sol trobar-se associada a altres minerals com: franklinita, calcofanita, pirolusita, criptomelana, smithsonita, gunningita, hidrozincita, auricalcita.